# M/S Sigyn
M/S Sigyn var ett fartyg som användes för att transportera använt kärnbränsle från de svenska kärnkraftverken till CLAB samt låg- och medelaktivt radioaktivt avfall till Slutförvar för radioaktivt driftavfall. Sedan 2013 sköts denna uppgift av M/S Sigrid. Sigyn ägdes av Svensk Kärnbränslehantering AB, drift och bemanning sköttes först av Rederi AB Gotland och från 2011 av Furetank Rederi AB.
Fartyget transporterade kärnavfall från kärnkraftverken i Ringhals, Oskarshamn och Forsmark. Låg- och medelaktivt avfall transporterades även till och från forskningsanläggningen Studsvik och från kärnkraftverket i Barsebäck. Fartyget hade två besättningar om vardera tolv personer. Under transport höll fartyget kontakt med en transportcentral på land. Positionen till sjöss kunde alltid fastställas.
Lastning och lossning skedde med ro-ro-metoden, vilken innebär att terminalfordon kör in i lastrummet via en akterramp och lastar och lossar transportbehållare. Lastrummet rymde upp till tio transportbehållare för använt kärnbränsle eller annat radioaktivt avfall. Fartyget kunde även medföra ett eller två terminalfordon eller ett antal standardcontainrar med lågaktivt avfall. 
M/S Sigyn var i trafik fram till M/S Sigrids leverans i oktober 2013. Hon stävade senare mot uppläggning på Donsö i Göteborgs södra skärgård. I april 2015 såldes hon för upphuggning.
Sigyn byggdes 1982 av Soc. Nouvelles des Atlantiers & Chantiers du Havre i Le Havre i Frankrike. 